# Conophorus lowei
Conophorus lowei är en tvåvingeart som beskrevs av Paramonov 1929. Conophorus lowei ingår i släktet Conophorus och familjen svävflugor. Inga underarter finns listade i Catalogue of Life.